# Germán Molina Morel
Germán Molina Morel (Santiago, 25 de julio de 1928 - 4 de diciembre de 2020) fue un constructor civil, académico, empresario y dirigente gremial chileno, expresidente de la Cámara Chilena de la Construcción (CChC).

## Biografía
Nació del matrimonio conformado por Luis Molina Barros y María Morel Herrera, tía abuela de Cecilia Morel.
Egresó de la carrera de construcción civil de la Universidad Católica en el año 1949. Tras ello inició una vida profesional independiente.
En 1962, se asoció con su hermano Eugenio, arquitecto, estableciéndose en una oficina ubicada en el centro de Santiago. Ambos, junto a los hermanos Sergio y Jorge de Amesti Heusser y su padre, Francisco, invitaron a parientes y amigos a participar como socios capitalistas. Nació así la constructora Molina Morel y Cía. Ltda.
Fue presidente de la Mutual de Seguridad de la Cámara Chilena de la Construcción (1966-1983) antes de asumir como presidente de la propia CChC (1983-1985). También fue presidente de la Asociación Gremial de Administradoras de Fondos de Pensiones (1988-1990), presidente de AFP Habitat (1986-1999), presidente de la Federación Interamericana de la Industria de la Construcción (FIIC) y director de La Construcción, compañía de seguros de vida del gremio.
Ha sido profesor titular de la Escuela de Construcción de la Universidad Católica, de la que fue director entre 1977 y 1985.
En 1951 contrajo matrimonio con Violeta Armas, con quien tuvo siete hijos, entre ellos la periodista Pilar Molina, y José Molina, que ha sido presidente de la Mutual de Seguridad, presidente de la asociación de clínicas regionales y vicepresidente de la CChC.